# Електроника (завод)
„Електроника“ в София е сред първите заводи на електронната промишленост в България.
Създава се през 1960 година като Развойно предприятие „Електроника“. До 1972 г. е един от първите и най-големи производители на електронни калкулатори в Европа – Елка-6521. В следващите години до 1988 г. произвежда касови апарати, принтери, 16 и 32 разрядни мини компютърни системи, графични станции и САD системи за автоматизация на проектантския труд.